# Блэк, Патрисия
Патрисия Блэк (англ. Patricia Black), полное имя Патрисия Блэк-Доннелли (англ. Patricia Black-Donnelly; 28 ноября 1972, Белфаст — 15 ноября 1991, Лондон) — доброволец Временной Ирландской республиканской армии.

## Биография
Провела детство в белфастском районе Ленадун. Училась в начальной школе святого Оливера Планкетта и средней женской школе Святой Женевьевы в Белфасте. В ИРА с 17-летнего возраста. Описывалась коллегами как образованная и преданная молодая женщина. Занималась разведывательной деятельностью. Убедила своих родителей, что собирается переехать в Дублин, но при этом тайно перебралась в Лондон.
15 ноября 1991 Патрисия со своим сослуживцем Фрэнком Райаном пыталась пронести бомбу в театр на Сент-Питерс-стрит в Лондоне, где играл военный оркестр Британской армии, однако устройство сработало преждевременно. Патрисия и Фрэнк были убиты взрывной волной на месте.
Патрисия похоронена на кладбище Миллтаун. На похоронах её коллеги Фрэнка Райана депутат Шинн Фейн Джим Гибни сказал:

Фрэнки и Патрисия не одиноки. Они представляют молодое поколение Ирландии, которое научилось прятаться и идти вперёд, когда это необходимо. Как могут британцы победить эту невидимую силу?
Оригинальный текст (англ.)Frankie and Patricia are not alone. They are representatives of a generation of Ireland's youth who have acquired the skills to remain hidden, who come forward when required to do so. How will the British defeat this invisible force?

## Память
- Имя Патрисии Блэк и Фрэнка Райана носит мемориальный флейт-оркестр из Глазго, из квартала Гарнгад[5].
- В Белфасте есть графитти, посвящённое женщинам в Ирландской республиканской армии: на нём изображены Лора Кроуфорд, Брайди Куинн, Мэйрид Фаррел и Патрисия Блэк[6].
- В 2007 году был открыт памятник Патрисии Блэк и Фрэнку Райану в Салли-Гарденс-Центре в Белфасте. Депутат от Западного Белфаста Дженнифер Маккен сказала на церемонии открытия: «Они наши герои и наше вдохновение. Они больше не с нами, но давайте смотреть в будущее, как и они»[7].